# Andrea Bonatta

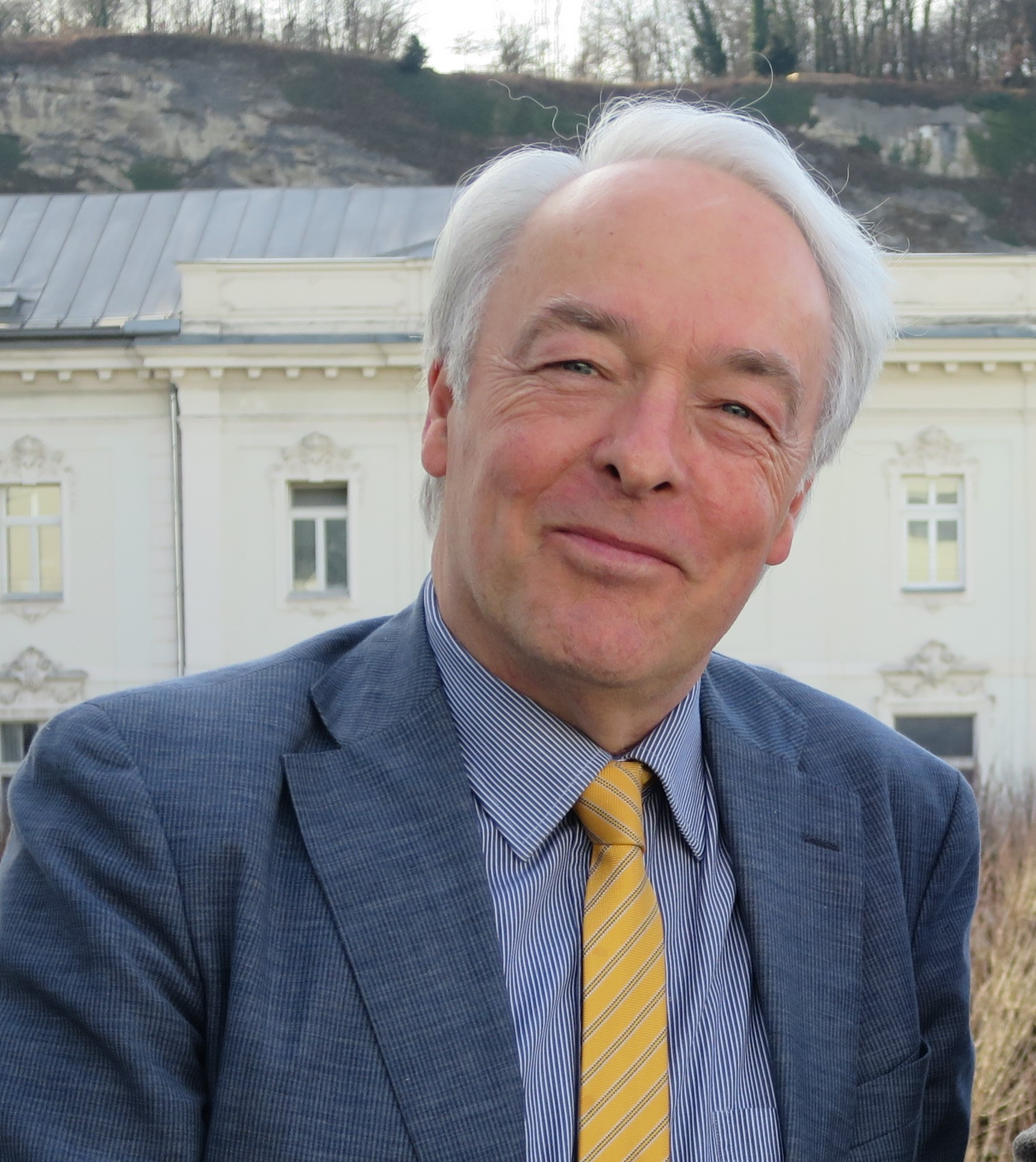
Andrea Bonatta (2016 in Salzburg)

Andrea Bonatta (* 27. April 1952 in Bozen, Italien) ist ein italienischer klassischer Pianist und Dirigent.

## Leben und Wirken
Bonattas Mutter Marcella Balestri war professionelle Pianistin und seine erste Lehrerin. Er studierte Klavier am Konservatorium „Claudio Monteverdi“ Bozen bei Nunzio Montanari und Emilio Riboli sowie Komposition bei Andrea Mascagni und gewann mehrere Preise bei den wichtigsten nationalen Klavierwettbewerben (La Spezia, Carpi, Tarent, Cesena).
Mit 19 Jahren erhielt er das Klavierdiplom und das Abitur, beide mit Auszeichnung. Er studierte außerdem Rechtswissenschaften an der Universität Bologna und italienische Literatur an der Universität Padua. Nachdem er bei einigen internationalen Klavierwettbewerben (Concorso pianistico internazionale Ettore Pozzoli, Seregno, Maria Canals International Music Competition, Barcelona, Alessandro Casagrande International Piano Competition, Terni) Spitzenpreise gewonnen hatte, begann er eine internationale Karriere und trat in vielen europäischen Ländern sowie in den USA, Südamerika, Australien, Südkorea, China und Südafrika auf. In dieser Zeit studierte er bei Nikita Magaloff in Genf, Stefan Askenase in Bonn und Wilhelm Kempff in Positano, vor allem aber bei Paul Badura-Skoda in Wien. Er wurde einer seiner Lieblingsschüler und später sein enger Freund.
1986 nahm er seine erste Liszt-CD für Astrée Auvidis in Paris auf, die von Le Monde de la musique mit einem „Choc“ ausgezeichnet wurde. Er nahm für Auvidis auch das komplette Klavierwerk von Brahms auf fünf CDs auf und erhielt Auszeichnungen der Rezensenten wie „ffff“ (Télérama) und „Beste CD des Jahres“ (Neue Musikzeitung). In dieser Zeit spielte er oft sowohl Brahms-Klavierkonzerte als auch die Brahms-Violinsonaten.
1997 veröffentlichte er in italienischer und deutscher Sprache das Buch Brahms. The Piano Work, das bis heute als Meilenstein auf diesem Gebiet gilt. Er hat das Busoni International Piano Festival in Bozen ins Leben gerufen und war Vizepräsident der World Federation of International Music Competitions in Genf.
Trotz seiner verschiedenen musikalischen Aktivitäten ist Bonatta immer noch ein aktiver Künstler, der in den wichtigsten Konzertsälen wie der Istituzione Universitaria dei Concerti (UIC) an der La Sapienza in Rom, dem Smetana-Saal in Prag, der Salle Gaveau in Paris, dem Grand Theatre in Shanghai, dem Verbotenen Rathaus in Peking, dem Stilwerk in Berlin und in Vietnam (Hanoi Opera House, Konservatorium Ho-Chi-Minh-Stadt) spielt. Er schätzt Kammermusik und hat im Duo mit Pianisten wie Paul Badura-Skoda, Valentin Gheorghiu und zuletzt Pavel Gililov, Geigern wie Marie-Annick Nicolas, Domenico Nordio, Georg Egger, Sergei Krylow und Cellisten wie Maria Kliegel sowie dem Amadé-Quartett gespielt.
Seine Orchestertranskription von Liszts Trauervorspiel und -marsch wurde in Südamerika uraufgeführt, seine Papageno-Variationen 1989 in Italien.

### Dirigent
Bonatta begann auch eine sehr erfolgreiche Tätigkeit als Dirigent und dirigierte Konzerte vom Klavier aus sowie symphonische Werke (1., 2. und 3. Brahms-Symphonie) mit Orchestern wie dem Shenzhen Symphony Orchestra, dem Orchestra del Teatro Olimpico di Vicenza, dem Suwon Philharmonic Orchestra, dem KBS Symphony Orchestra in Seoul, dem Filarmonica Banatul Timișoara in Novi Sad, dem Tbilisi Symphony Orchestra und dem Litauischen Kammerorchester in Vilnius.

### Lehrtätigkeit
Bonatta wurde unmittelbar nach seinem Diplom am Konservatorium „Claudio Monteverdi“ Bozen zum Professor für Klavier an ebendiesem Konservatorium ernannt, wo er 40 Jahre lang unterrichtete.
Von 2000 bis 2007 war er künstlerischer Leiter des Internationalen Klavierwettbewerbs Ferruccio Busoni in Bozen. Bei der 2007 fälligen Wiederwahl unterlag er Peter Paul Kainrath, blieb aber künstlerischer Berater und Präsident der Jury. Er ist künstlerischer Berater auch bei der International Franz Liszt Piano Competition in Utrecht.
2005 wurde er zum Honorarprofessor an der Musikhochschule Shanghai ernannt. 2009 gründete er die Piano Academy Eppan, zu der er jedes Jahr die besten Pianisten der neuen Generation einlädt. Seit 2014 ist er Gastprofessor an der Internationalen Sommerakademie Mozarteum in Salzburg.
Unter seinen Schülern ist der chinesische Pianist Cunmo Yin, Gewinner der International Telekom Beethoven Competition Bonn 2019 und des Arturo Benedetti Michelangeli-Preises der Piano Academy Eppan im gleichen Jahr.
Bonatta hat Meisterkurse in Tokio, Shanghai, Peking, London, Prag, Utrecht, Melbourne, Montepulciano, Seoul, Fort Worth, Hannover, Köln, Moskau und an vielen anderen Orten gegeben. Er leitet eine Meisterklasse an den Talent Music Masters Courses in Brescia und gibt Meisterkurse an der Talent Music Academy in Verona sowie der Junior Academy in Appiano Gentile.
Einer der zahlreichen Absolventen seiner Meisterkurse war der russische Pianist Misha Fomin.

### Jurymitglied
Bonatta war Jurymitglied bei den wichtigsten Wettbewerben weltweit, darunter in Deutschland beim Franz Liszt Wettbewerb für junge Pianisten in Weimar, beim Brahms-Klavierwettbewerb Detmold, beim Internationalen Schubert-Wettbewerb in Dortmund, beim Internationalen Klavierwettbewerb (bis 2018 Internationaler Wettbewerb für junge Pianisten) in Ettlingen, beim Rotary Klavierwettbewerb Jugend in Essen, beim Internationalen Carl-Bechstein-Klavierwettbewerb-Ruhr im Ruhrgebiet, bei der MozARTe International Piano Competition in Köln/Aachen und der International Telekom Beethoven Competition Bonn; in Österreich beim Internationalen Mozartwettbewerb in Salzburg sowie in der Schweiz beim Concours Géza Anda in Zürich.
Im übrigen Europa beim Internationalen Klavierwettbewerb Ferruccio Busoni in Bozen (Präsident), bei der Gian Battista Viotti International Music Competition in Vercelli, bei der Alessandro Casagrande International Piano Competition in Terni, beim Concours International de Piano „Grand Prix Animato“ in Paris (Präsident), bei der International Franz Liszt Piano Competition in Utrecht, beim International Maria Callas Grand Prix in Athen, bei der Paderewski International Piano Competition in Bydgoszcz und der Scriabin International Piano Competition in Moskau.
In den USA bei der Van Cliburn International Piano Competition in Fort Worth, der Cleveland International Piano Competition (Präsident) und der Hilton Head International Piano Competition in Asien, beim Arthur Rubinstein International Piano Master Competition in Tel Aviv, bei der „Xinghai Cup“ International Piano Competition in Peking, der China ShangHai International Piano Competition, der China Shenzhen International Piano Concerto Competition, der China International Piano Competition in Xiamen, der Harbin International Piano Competition, beim International Beethoven Festival Chengdu, bei der Chopin International Piano Competition in Taipeh, der PTNA Piano Competition in Tokio (Piano Teachers’ National Association of Japan), der Sendai International Music Competition und der Seoul International Music Competition sowie in Südafrika bei der Unisa International Piano Competition in Pretoria.
Jurymitglied war er auch beim Förderpreis der Weidener Max-Reger-Tage und beim Wolf-Preis der Kunst in Tel Aviv.

## Diskographie
- Franz Liszt: Harmonies poétiques et religieuses, Consolations; Astrée Auvidis, E 8711, E 8712 (1986–1989)
- Johannes Brahms: Paganini-Variationen op. 35, Klavierstücke op. 76, Rhapsodien op. 79; Astrée Auvidis, E 8754 (1990)
- Franz Liszt: Dernières pièces pour piano; Astrée Auvidis, E 8725 (1991)[36]
- Johannes Brahms: Sonate op. 1, Sonate op. 2, Scherzo op. 4; Astrée Auvidis 8751 (1992)[37]
- Johannes Brahms: Sonate op. 5, Variationen über ein Thema von Robert Schumann op. 9, Variationen über ein ungarisches Lied Nr. 2 op. 21; Astrée Auvidis 8752 (1993)
- Johannes Brahms: Sonaten für Klavier und Violoncello Nr. 1 op. 38 und Nr. 2 op. 99 (mit Marie-Annick Nicolas); Auvidis Valois V 4709 (1994)
- Johannes Brahms: Vier Balladen op. 10, Variationen über ein ungarisches Lied Nr. 1 op. 21, Variationen und Fuge über ein Thema von Händel op. 24; Astrée Auvidis 8753 (1995)
- Franz Schubert: Pièces pour piano à quatre mains (mit Paul Badura-Skoda), 16 Stücke, darunter die Fantasie f-Moll op. 103 und die Drei Militärmärsche op. 51 (Hörbeispiel)ⓘ/?; Auvidis Valois V 4720 (1995)
- Johannes Brahms: Sieben Fantasien op. 116, Drei Intermezzi op. 117, Sechs Klavierstücke op. 118, Vier Klavierstücke op. 119; Astrée Auvidis E 8599 (1997)

## Publikationen
- Johannes Brahms. Das Klavierwerk (Übers.: Elmar Locher). Studien Verlag, Innsbruck 2013, ISBN 978-3-70651347-0 (1. Auflage 1999).[38]
  - italienisch: Johannes Brahms. L’Opera pianistica. Edition Sturzflüge, Bozen 1998, ISBN 978-3-90094924-2.